# Kimber James
Kimber James (Miami, 1988. április 2. –) amerikai pornószínésznő. 2010-ben elnyerte az AVN díjat az év transznemű előadóművészeként.

## Élete
James Klinefelter-szindrómával született, mely egy kromoszóma-rendellenesség. 12 éves korában kezdte el az átmenetet.
Karrierjét a pornóiparban kezdte mint transznemű előadóművész. 2008-ban ő volt az első transznemű előadó, aki szerződést írt alá az LA Direct Models ügynökséggel. 2010 májusában a Maxim magaziban szerepelt.
Miután 2012-ben szüneteltette a nemi megerősítő műtétet, James visszatért az iparágba saját stúdiójával, a Kimber James Productions-szal.

## Díjai
- 2010 AVN díj – Az év transzszexuális előadóművésze[12]